# Cmentarz żydowski w Międzyrzeczu
Cmentarz żydowski w Międzyrzeczu – został założony pod koniec XVII wieku. W okresie III Rzeszy naziści zdewastowali cmentarz, po wojnie urządzono na jego terenie żwirowisko.
Do dzisiaj zachowało się siedem macew. Jedna na terenie międzyrzeckiego zespołu zamkowego, pięć zabezpieczonych macew wyeksponowano w Obrzycach. Ostatnia znajduje się na ul. Moniuszki w Międzyrzeczu. 
Cmentarz znajdował się na tzw. Górze Żydowskiej, leżącej przy drodze do Skwierzyny. Powierzchnia cmentarza wynosiła ok. 2,5 - 3 ha. Obecnie przez teren cmentarza przebiega obwodnica miasta.
7 września 2015 r. odsłonięty został pomnik upamiętniający cmentarz żydowski w Międzyrzeczu, który umiejscowiony został w pobliżu bramy cmentarza żołnierzy radzieckich.

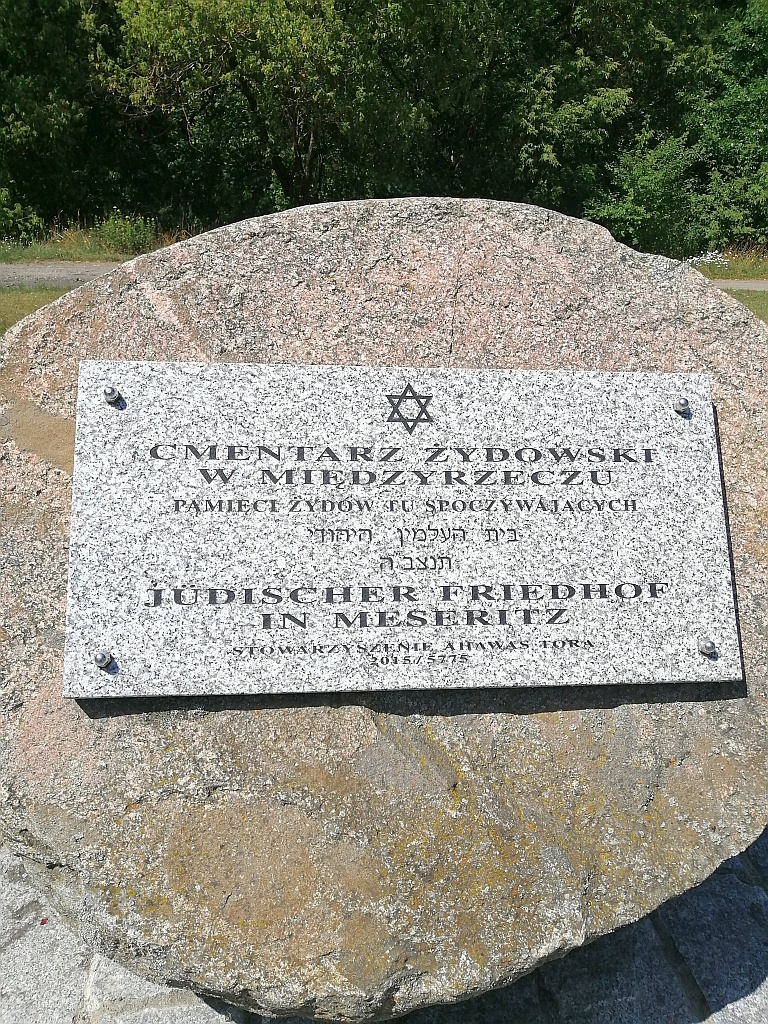
Pomnik upamiętniający cmentarz żydowski w Międzyrzeczu

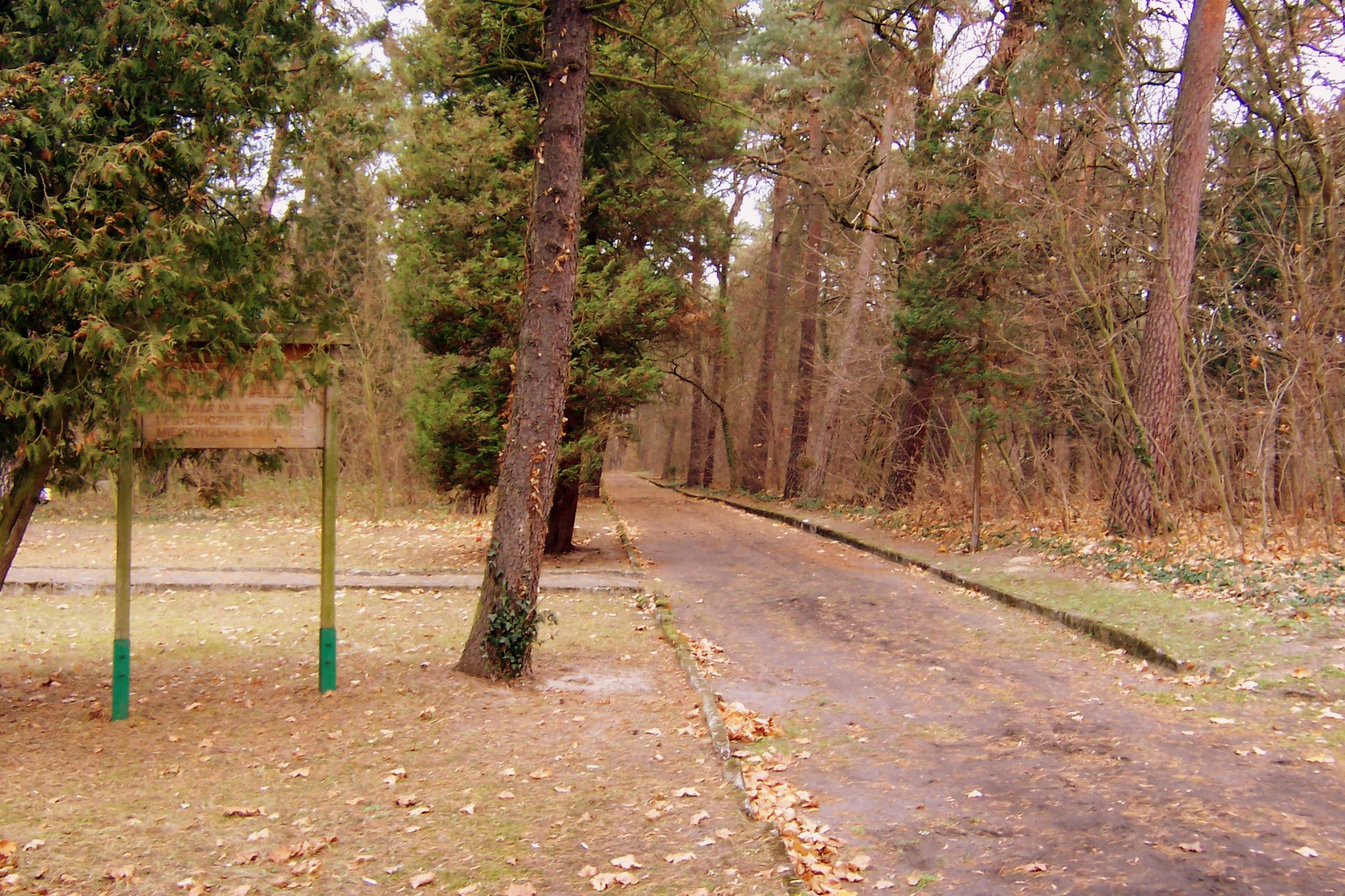
Cmentarz w Obrzycach

Cmentarz ten, nie jest jedynym w Międzyrzeczu. Wydzielona żydowska kwatera grzebana znajdowała się także na przyszpitalnym cmentarzu w Obrzycach.